# ギレルモ・フランチェラ
ギレルモ・フランチェラ（Guillermo Francella、1955年2月14日 - ）は、アルゼンチン・ブエノスアイレス出身の俳優。
アルゼンチンで最も有名な俳優の一人でコメディーを中心に活躍する。代表作にアカデミー外国語映画賞を受賞した『瞳の奥の秘密』などがある。
息子のニコラス・フランチェラも俳優として活動している。

## 主な出演作

### 映画
- ルドandクルシ Rudo y Cursi (2008)
- 瞳の奥の秘密 El secreto de sus ojos (2009)
- エル・クラン El clan (2015)
- ミリオンダラー・スティーラー（英語版） El robo del siglo (2020)
- 雨あられ（英語版） Granizo (2022)

## 人物
アルゼンチンのサッカークラブ、ラシン・クルブの熱狂的ファンとしても知られている。
| スタブアイコン | サブスタブ | この項目は、まだ閲覧者の調べものの参照としては役立たない、俳優（男優・女優）に関連した書きかけの項目です。この項目を加筆・訂正などしてくださる協力者を求めています（P:映画/PJ芸能人）。 |